# پرنده رایت ۳
پرنده رایت ۳ (مخفف انگلیسی: Wright Flyer III) سومین هواپیمای طراحی شده توسط برادران رایت است و
ارویل رایت نخستین پرواز را با آن در سال ۱۹۰۵ انجام داد.
پرنده رایت ۳ سازه‌ای ساخته شده از چوب صنوبر بوده که کمبر بال آن ۱در۲۰ بود که قبلاً در سال ۱۹۰۳ مورد استفاده قرار گرفته شده بود که از مدل با کمبر بال ۱در۲۵ که در سال ۱۹۰۴ کاراتر بود.
این ماشین جدید نسبت به پرنده رایت ۲ مجهز به موتور تازه و سخت‌افزار جدید شده است که این بهینه‌سازی زیاد سبب افزایش کارایی نسبت دو نمونه قبلی شده است.

## منابع

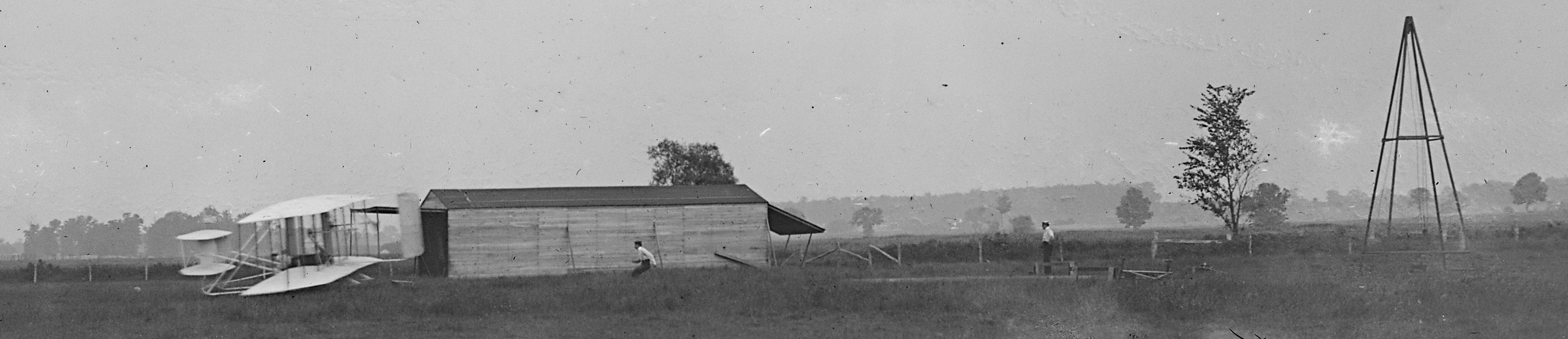
آغاز نخستین پرواز پرنده رایت ۳ در ۲۳ جون ۱۹۰۵ که از یک شتاب دهنده مکانیکی بر روی زمین استفاده می‌کند.